# Žertéř
Žertéř (jinými názvy též Vtipálek, Vypravěč anekdot, anglicky „Jokester“) je krátká vědeckofantastická povídka spisovatele Isaaca Asimova, která vyšla poprvé v prosinci 1956 v časopise Infinity. Byla následně zařazena do povídkových sbírek, např. Earth Is Room Enough (1957) a Robot Dreams (1986). Česky vyšla např. ve sbírce Sny robotů (1996). V povídce je přítomen obrovský počítač zvaný Multivac, který lze nalézt i v dalších autorových povídkách, např. „Úhel pohledu“, „Stroj, který vyhrál válku“, „Poslední otázka“ a dalších.

## Postavy
- Noel Meyerhof - Velmistr
- Timothy Whistler - programátor
- Abram Trask - vedoucí úředník

## Děj
Noel Meyerhof je „Velmistr“, jeden z maximálně 10 lidí na celém světě, kteří mají geniální intuici a díky tomu mohou pokládat velice přesné otázky a rychle se dostat k jádru problému. Toto je zapotřebí při vkládání dat pro obrovský počítač Multivac. Meyerhof je znám mezi ostatními členy podpůrného technického týmu jako vyhlášený vypravěč dobrých vtipů.
Programátor Timothy Whistler jednoho dne přistihne Meyerhofa, jak vypráví vtipy i Multivacovi. Domnívá se, že Velmistr začíná ztrácet soudnost a konzultuje svou domněnku s vedoucím úředníkem Abramem Traskem. Trask se na Meyerhofa zaměří. Meyerhof pátrá po původu vtipů. Neví, kdo vtipy vymýšlí. Každý zná nějaký vtip, ale neví o nikom, kdo by alespoň jeden vymyslel. Musí jít o neustále obměňované variace starých vtipů. Když jsou data zadána do Multivacu, ten je vyhodnotí a z jeho analýzy vzejde šokující výsledek. Vtipy jsou nastrčenou psychologickou látkou mimozemské civilizace, která pomocí nich studuje lidské reakce. Nyní, když lidé dokázali celou záležitost prohlédnout, experiment mimozemšťanů skončil. Nic už není humorné. Nahradí ho nějaký nový, neznámý experiment.
„A tak tam stáli, dívali se na sebe a měli pocit, že se svět zmenšil na rozměry laboratorní klece s krysami - ze které bylo odstraněno bludiště a něco... něco mělo být právě vloženo na jeho místo.“

## Česká vydání
Česky vyšla povídka v následujících sbírkách nebo antologiích:
Pod názvem Žertéř:
- Sny robotů (Mustang 1996, Knižní klub 1996)[1]

Pod názvem Vypravěč anekdot:
- 23x Asimov (SFK Winston Praha, 1989, fanbook)

Pod názvem Vtipálek:
- Vlak do pekla (Albatros, 1976, 1983, 1992)